# Campeonato Mundial de Balonmano Masculino Junior de 2013
El XIX Campeonato Mundial de Balonmano Masculino Junior se celebró en Bosnia y Herzegovina entre el 14 de julio y el 28 de julio de 2013 bajo la organización de la Federación Internacional de Balonmano (IHF).
Un total de 24 países competirán por el título de campeón mundial junior Los 24 países se dividirán en 4 grupos de 6 equipos, los 4 mejores de cada grupo pasaran a la fase de octavos de final en eliminatoria directa hasta el final.

## Grupos
| Grupo A   | Grupo B      | Grupo C              | Grupo D |
| --------- | ------------ | -------------------- | ------- |
| Túnez     | Suiza        | República del Congo  | España  |
| Dinamarca | Países Bajos | Argentina            | Egipto  |
| Rusia     | Alemania     | Eslovenia            | Suecia  |
| Angola    | Argelia      | Bosnia y Herzegovina | Kuwait  |
| Francia   | Croacia      | Corea del Sur        | Brasil  |
| Serbia    | Catar        | Hungría              | Chile   |

## Ronda Previa
Los primeros cuatro de cada grupo alcanzan los octavos de final. Los equipos restantes juegan entre sí por los puestos 17 a 24.

### Grupo A
| Equipo    | J | G | E | P | GF  | GC  | DG  | PTS |
| --------- | - | - | - | - | --- | --- | --- | --- |
| Dinamarca | 5 | 4 | 1 | 0 | 148 | 113 | 35  | 9   |
| Serbia    | 5 | 3 | 1 | 1 | 129 | 120 | 9   | 7   |
| Túnez     | 5 | 3 | 0 | 2 | 135 | 138 | -3  | 6   |
| Francia   | 5 | 2 | 0 | 3 | 139 | 138 | 1   | 4   |
| Rusia     | 5 | 2 | 0 | 3 | 120 | 129 | -9  | 4   |
| Angola    | 5 | 0 | 0 | 5 | 105 | 138 | -33 | 0   |

- Resultados

| Fecha | Hora² | Partido¹  | Partido¹ | Partido¹  | Resultado |
| ----- | ----- | --------- | -------- | --------- | --------- |
| 14.07 | 16:00 | Túnez     | -        | Dinamarca | 24-34     |
| 14.07 | 18:30 | Rusia     | -        | Angola    | 25-19     |
| 14.07 | 21:00 | Francia   | -        | Serbia    | 24-25     |
| 15.07 | 15:00 | Angola    | -        | Túnez     | 23-26     |
| 15.07 | 18:30 | Dinamarca | -        | Francia   | 29-26     |
| 15.07 | 21:00 | Serbia    | -        | Rusia     | 24-21     |
| 17.07 | 16:00 | Dinamarca | -        | Angola    | 31-18     |
| 17.07 | 18:30 | Francia   | -        | Rusia     | 33-28     |
| 17.07 | 21:00 | Túnez     | -        | Serbia    | 29-28     |
| 18.07 | 16:00 | Francia   | -        | Angola    | 28-23     |
| 18.07 | 18:30 | Rusia     | -        | Túnez     | 25-23     |
| 18.07 | 21:00 | Serbia    | -        | Dinamarca | 24-24     |
| 20.07 | 16:00 | Túnez     | -        | Francia   | 33-28     |
| 20.07 | 18:30 | Rusia     | -        | Dinamarca | 21-30     |
| 20.07 | 21:00 | Angola    | -        | Serbia    | 22-28     |

### Grupo B
| Equipo       | J | G | E | P | GF  | GC  | DG  | PTS |
| ------------ | - | - | - | - | --- | --- | --- | --- |
| Alemania     | 5 | 5 | 0 | 0 | 143 | 117 | 26  | 10  |
| Croacia      | 5 | 4 | 0 | 1 | 128 | 105 | 23  | 8   |
| Países Bajos | 5 | 2 | 0 | 3 | 130 | 127 | 3   | 4   |
| Suiza        | 5 | 2 | 0 | 3 | 129 | 131 | -2  | 4   |
| Catar        | 5 | 2 | 0 | 3 | 119 | 124 | -5  | 4   |
| Argelia      | 5 | 0 | 0 | 5 | 113 | 158 | -45 | 0   |

- Resultados

| Fecha | Hora² | Partido¹     | Partido¹ | Partido¹     | Resultado |
| ----- | ----- | ------------ | -------- | ------------ | --------- |
| 14.07 | 16:00 | Suiza        | -        | Países Bajos | 25-22     |
| 14.07 | 18:30 | Alemania     | -        | Argelia      | 35-21     |
| 14.07 | 21:00 | Croacia      | -        | Catar        | 21-19     |
| 15.07 | 15:00 | Argelia      | -        | Suiza        | 24-33     |
| 15.07 | 18:30 | Catar        | -        | Alemania     | 22-27     |
| 15.07 | 21:00 | Países Bajos | -        | Croacia      | 23-29     |
| 17.07 | 16:00 | Catar        | -        | Países Bajos | 19-26     |
| 17.07 | 18:30 | Alemania     | -        | Suiza        | 29-24     |
| 17.07 | 21:00 | Croacia      | -        | Argelia      | 30-21     |
| 18.07 | 16:00 | Alemania     | -        | Países Bajos | 30-29     |
| 18.07 | 18:30 | Argelia      | -        | Catar        | 23-30     |
| 18.07 | 21:00 | Suiza        | -        | Croacia      | 20-27     |
| 20.07 | 16:00 | Países Bajos | -        | Argelia      | 30-24     |
| 20.07 | 18:30 | Suiza        | -        | Catar        | 27-29     |
| 20.07 | 21:00 | Croacia      | -        | Alemania     | 21-22     |

### Grupo C
| Equipo               | J | G | E | P | GF  | GC  | DG  | PTS |
| -------------------- | - | - | - | - | --- | --- | --- | --- |
| Eslovenia            | 5 | 5 | 0 | 0 | 168 | 115 | 53  | 10  |
| Bosnia y Herzegovina | 5 | 3 | 1 | 1 | 136 | 121 | 15  | 7   |
| Hungría              | 5 | 3 | 0 | 2 | 151 | 129 | 22  | 6   |
| Argentina            | 5 | 2 | 0 | 3 | 128 | 143 | -15 | 4   |
| Corea del Sur        | 5 | 1 | 1 | 3 | 132 | 147 | -15 | 3   |
| República del Congo  | 5 | 0 | 0 | 5 | 112 | 172 | -60 | 0   |

- Resultados

| Fecha | Hora² | Partido¹             | Partido¹ | Partido¹             | Resultado |
| ----- | ----- | -------------------- | -------- | -------------------- | --------- |
| 14.07 | 16:00 | República del Congo  | -        | Argentina            | 25-35     |
| 14.07 | 18:30 | Eslovenia            | -        | Hungría              | 33-32     |
| 14.07 | 21:00 | Bosnia y Herzegovina | -        | Corea del Sur        | 26-26     |
| 15.07 | 15:00 | Argentina            | -        | Eslovenia            | 17-31     |
| 15.07 | 18:30 | Corea del Sur        | -        | República del Congo  | 27-24     |
| 15.07 | 21:00 | Hungría              | -        | Bosnia y Herzegovina | 21-25     |
| 17.07 | 16:00 | República del Congo  | -        | Hungría              | 19-37     |
| 17.07 | 18:30 | Argentina            | -        | Corea del Sur        | 30-29     |
| 17.07 | 21:00 | Eslovenia            | -        | Bosnia y Herzegovina | 28-24     |
| 18.07 | 16:00 | Hungría              | -        | Argentina            | 28-21     |
| 18.07 | 18:30 | Eslovenia            | -        | Corea del Sur        | 34-19     |
| 18.07 | 21:00 | Bosnia y Herzegovina | -        | República del Congo  | 31-21     |
| 20.07 | 16:00 | Corea del Sur        | -        | Hungría              | 31-33     |
| 20.07 | 18:30 | República del Congo  | -        | Eslovenia            | 23-42     |
| 20.07 | 21:00 | Bosnia y Herzegovina | -        | Argentina            | 30-25     |

### Grupo D
| Equipo | J | G | E | P | GF  | GC  | DG  | PTS |
| ------ | - | - | - | - | --- | --- | --- | --- |
| Suecia | 5 | 5 | 0 | 0 | 172 | 111 | 61  | 10  |
| España | 5 | 3 | 1 | 1 | 158 | 134 | 24  | 7   |
| Egipto | 5 | 3 | 1 | 1 | 136 | 128 | 8   | 7   |
| Brasil | 5 | 2 | 0 | 3 | 123 | 129 | -6  | 4   |
| Kuwait | 5 | 1 | 0 | 4 | 130 | 154 | -24 | 2   |
| Chile  | 5 | 0 | 0 | 5 | 104 | 167 | -63 | 0   |

- Resultados

| Fecha | Hora² | Partido¹ | Partido¹ | Partido¹ | Resultado |
| ----- | ----- | -------- | -------- | -------- | --------- |
| 14.07 | 16:00 | España   | -        | Egipto   | 28-28     |
| 14.07 | 18:30 | Suecia   | -        | Kuwait   | 30-20     |
| 14.07 | 21:00 | Brasil   | -        | Chile    | 25-21     |
| 15.07 | 15:00 | Egipto   | -        | Suecia   | 21-34     |
| 15.07 | 18:30 | Chile    | -        | España   | 21-38     |
| 15.07 | 21:00 | Kuwait   | -        | Brasil   | 23-25     |
| 17.07 | 16:00 | España   | -        | Kuwait   | 36-27     |
| 17.07 | 18:30 | Suecia   | -        | Brasil   | 29-28     |
| 17.07 | 21:00 | Egipto   | -        | Chile    | 29-15     |
| 18.07 | 16:00 | Brasil   | -        | España   | 21-29     |
| 18.07 | 18:30 | Suecia   | -        | Chile    | 42-15     |
| 18.07 | 21:00 | Kuwait   | -        | Egipto   | 27-31     |
| 20.07 | 16:00 | Chile    | -        | Kuwait   | 32-33     |
| 20.07 | 18:30 | Brasil   | -        | Egipto   | 24-27     |
| 20.07 | 21:00 | España   | -        | Suecia   | 27-37     |

## Fase final
|  | Octavos de final     | Octavos de final |         |              | Cuartos de final | Cuartos de final |  |         | Semifinales | Semifinales |         |              | Final        | Final       |  |
|  | 22                   | 22               |         |              | 24 de julio      | 24 de julio      |  |         | 26 de julio | 26 de julio |         |              | 28 de julio  | 28 de julio |  |
|  |                      |                  |         |              |                  |                  |  |         |             |             |         |              |              |             |  |
|  |                      |                  |         |              |                  |                  |  |         |             |             |         |              |              |             |  |
|  | Alemania             | 20               |         |              |                  |                  |  |         |             |             |         |              |              |             |  |
|  | Alemania             | 20               |         |              |                  |                  |  |         |             |             |         |              |              |             |  |
|  | Francia              | 21               |         |              |                  |                  |  |         |             |             |         |              |              |             |  |
|  | Francia              | 21               |         | Francia      | 35               |                  |  |         |             |             |         |              |              |             |  |
|  |                      |                  |         | Francia      | 35               |                  |  |         |             |             |         |              |              |             |  |
|  |                      |                  | Egipto  | 33           |                  |                  |  |         |             |             |         |              |              |             |  |
|  | Egipto               | 28               | Egipto  | 33           |                  |                  |  |         |             |             |         |              |              |             |  |
|  | Egipto               | 28               |         |              |                  |                  |  |         |             |             |         |              |              |             |  |
|  | Bosnia y Herzegovina | 25               |         |              |                  |                  |  |         |             |             |         |              |              |             |  |
|  | Bosnia y Herzegovina | 25               |         |              |                  |                  |  | Francia | 24          |             |         |              |              |             |  |
|  |                      |                  |         |              |                  |                  |  | Francia | 24          |             |         |              |              |             |  |
|  |                      |                  | Suecia  | 29           |                  |                  |  |         |             |             |         |              |              |             |  |
|  | Países Bajos         | 26               | Suecia  | 29           |                  |                  |  |         |             |             |         |              |              |             |  |
|  | Países Bajos         | 26               |         |              |                  |                  |  |         |             |             |         |              |              |             |  |
|  | Serbia               | 25               |         |              |                  |                  |  |         |             |             |         |              |              |             |  |
|  | Serbia               | 25               |         | Países Bajos | 25               |                  |  |         |             |             |         |              |              |             |  |
|  |                      |                  |         | Países Bajos | 25               |                  |  |         |             |             |         |              |              |             |  |
|  |                      |                  | Suecia  | 30           |                  |                  |  |         |             |             |         |              |              |             |  |
|  | Suecia               | 36               | Suecia  | 30           |                  |                  |  |         |             |             |         |              |              |             |  |
|  | Suecia               | 36               |         |              |                  |                  |  |         |             |             |         |              |              |             |  |
|  | Argentina            | 21               |         |              |                  |                  |  |         |             |             |         |              |              |             |  |
|  | Argentina            | 21               |         |              |                  |                  |  |         |             |             |         | Suecia       | 28           |             |  |
|  |                      |                  |         |              |                  |                  |  |         |             |             |         | Suecia       | 28           |             |  |
|  |                      |                  | España  | 22           |                  |                  |  |         |             |             |         |              |              |             |  |
|  | Hungría              | 28               | España  | 22           |                  |                  |  |         |             |             |         |              |              |             |  |
|  | Hungría              | 28               |         |              |                  |                  |  |         |             |             |         |              |              |             |  |
|  | España               | 38               |         |              |                  |                  |  |         |             |             |         |              |              |             |  |
|  | España               | 38               |         | España       | 26               |                  |  |         |             |             |         |              |              |             |  |
|  |                      |                  |         | España       | 26               |                  |  |         |             |             |         |              |              |             |  |
|  |                      |                  | Suiza   | 22           |                  |                  |  |         |             |             |         |              |              |             |  |
|  | Dinamarca            | 26               | Suiza   | 22           |                  |                  |  |         |             |             |         |              |              |             |  |
|  | Dinamarca            | 26               |         |              |                  |                  |  |         |             |             |         |              |              |             |  |
|  | Suiza                | 29               |         |              |                  |                  |  |         |             |             |         |              |              |             |  |
|  | Suiza                | 29               |         |              |                  |                  |  | España  | 36          |             |         |              |              |             |  |
|  |                      |                  |         |              |                  |                  |  | España  | 36          |             |         |              |              |             |  |
|  |                      |                  | Croacia | 35           |                  |                  |  |         |             |             |         |              |              |             |  |
|  | Túnez                | 17               | Croacia | 35           |                  |                  |  |         |             |             |         |              |              |             |  |
|  | Túnez                | 17               |         |              |                  |                  |  |         |             |             |         |              |              |             |  |
|  | Croacia              | 29               |         |              |                  |                  |  |         |             |             |         |              |              |             |  |
|  | Croacia              | 29               |         | Croacia      | 23               |                  |  |         |             |             |         | Tercer lugar | Tercer lugar |             |  |
|  |                      |                  |         | Croacia      | 23               |                  |  |         |             |             |         | Tercer lugar | Tercer lugar |             |  |
|  |                      |                  | Brasil  | 21           |                  |                  |  |         |             |             |         |              |              |             |  |
|  | Eslovenia            | 20               | Brasil  | 21           |                  |                  |  |         |             |             | Francia | 32           |              |             |  |
|  | Eslovenia            | 20               |         |              |                  |                  |  |         |             |             | Francia | 32           |              |             |  |
|  | Brasil               | 25               |         |              |                  |                  |  |         |             |             |         |              | Croacia      | 27          |  |
|  | Brasil               | 25               |         |              |                  |                  |  |         |             |             |         |              | Croacia      | 27          |  |
|  |                      |                  |         |              |                  |                  |  |         |             |             |         |              |              |             |  |

### Octavos de final
| Fecha | Hora  | Partido¹     | Partido¹ | Partido¹             | Resultado |
| ----- | ----- | ------------ | -------- | -------------------- | --------- |
| 22.07 | 13:30 | Alemania     | -        | Francia              | 20-21     |
| 22.07 | 13:30 | Brasil       | -        | Eslovenia            | 20-25     |
| 22.07 | 16:00 | Túnez        | -        | Croacia              | 17-29     |
| 22.07 | 16:00 | Hungría      | -        | España               | 28-38     |
| 22.07 | 18:30 | Dinamarca    | -        | Suiza                | 26-29     |
| 22.07 | 18:30 | Suecia       | -        | Argentina            | 36-21     |
| 22.07 | 21:00 | Países Bajos | -        | Serbia               | 26-25     |
| 22.07 | 21:00 | Egipto       | -        | Bosnia y Herzegovina | 28-25     |

### Cuartos de final
| Fecha | Hora  | Partido¹     | Partido¹ | Partido¹ | Resultado |
| ----- | ----- | ------------ | -------- | -------- | --------- |
| 24.07 | 13:30 | Francia      | -        | Egipto   | 35-33     |
| 24.07 | 16:00 | Países Bajos | -        | Suecia   | 25-30     |
| 24.07 | 18:30 | España       | -        | Suiza    | 26-22     |
| 24.07 | 21:00 | Croacia      | -        | Brasil   | 23-21     |

### SemiFinales
| Fecha | Hora  | Partido¹ | Partido¹ | Partido¹ | Resultado |
| ----- | ----- | -------- | -------- | -------- | --------- |
| 26.07 | 18:30 | Francia  | -        | Suecia   | 24-29     |
| 26.07 | 21:00 | España   | -        | Croacia  | 36-35     |

### 3 Puesto
| Fecha | Hora  | Partido¹ | Partido¹ | Partido¹ | Resultado |
| ----- | ----- | -------- | -------- | -------- | --------- |
| 28.07 | 18:30 | Francia  | -        | Croacia  | 32-27     |

### Final
| Fecha | Hora  | Partido¹ | Partido¹ | Partido¹ | Resultado |
| ----- | ----- | -------- | -------- | -------- | --------- |
| 28.07 | 18:30 | Suecia   | -        | España   | 28-23     |

## Partidos de Clasificación

### Puestos 21-24
| Fecha | Hora  | Partido¹            | Partido¹ | Partido¹ | Resultado |
| ----- | ----- | ------------------- | -------- | -------- | --------- |
| 22.07 | 09:00 | Angola              | -        | Argelia  | 24-23     |
| 22.07 | 11:15 | República del Congo | -        | Chile    | 32-30     |

### Puestos 17-20
| Fecha | Hora  | Partido¹      | Partido¹ | Partido¹ | Resultado |
| ----- | ----- | ------------- | -------- | -------- | --------- |
| 22.07 | 09:00 | Rusia         | -        | Catar    | 28-27     |
| 22.07 | 11:15 | Corea del Sur | -        | Kuwait   | 28-26     |

### Puestos 9-16
| Fecha | Hora² | Partido¹ | Partido¹ | Partido¹             | Resultado |
| ----- | ----- | -------- | -------- | -------------------- | --------- |
| 23.07 | 17:30 | Alemania | -        | Bosnia y Herzegovina | 29-28     |
| 23.07 | 20:00 | Serbia   | -        | Argentina            | 26-25     |
| 23.07 | 17:30 | Hungría  | -        | Dinamarca            | 35-33     |
| 23.07 | 20:00 | Túnez    | -        | Eslovenia            | 24-28     |

### Puestos 13-16
| Fecha | Hora² | Partido¹             | Partido¹ | Partido¹  | Resultado |
| ----- | ----- | -------------------- | -------- | --------- | --------- |
| 25.07 | 12:30 | Bosnia y Herzegovina | -        | Argentina | 36-29     |
| 25.07 | 15:00 | Dinamarca            | -        | Túnez     | 29-26     |

### Puestos 9-12
| Fecha | Hora² | Partido¹ | Partido¹ | Partido¹  | Resultado |
| ----- | ----- | -------- | -------- | --------- | --------- |
| 25.07 | 17:30 | Alemania | -        | Serbia    | 31-32     |
| 25.07 | 20:00 | Hungría  | -        | Eslovenia | 19-23     |

### Puestos 5-8
| Fecha | Hora² | Partido¹ | Partido¹ | Partido¹     | Resultado |
| ----- | ----- | -------- | -------- | ------------ | --------- |
| 26.07 | 13:30 | Egipto   | -        | Países Bajos | 27-28     |
| 26.07 | 26:00 | Suiza    | -        | Brasil       | 24-25     |

### Puesto 23
| Fecha | Hora  | Partido¹ | Partido¹ | Partido¹ | Resultado |
| ----- | ----- | -------- | -------- | -------- | --------- |
| 23.07 | 12:30 | Chile    | -        | Argelia  | 28-27     |

### Puesto 21
| Fecha | Hora  | Partido¹            | Partido¹ | Partido¹ | Resultado |
| ----- | ----- | ------------------- | -------- | -------- | --------- |
| 23.07 | 15:00 | República del Congo | -        | Angola   | 28-35     |

### Puesto 19
| Fecha | Hora  | Partido¹ | Partido¹ | Partido¹ | Resultado |
| ----- | ----- | -------- | -------- | -------- | --------- |
| 23.07 | 12:30 | Catar    | -        | Kuwait   | 38-22     |

### Puesto 17
| Fecha | Hora  | Partido¹ | Partido¹ | Partido¹      | Resultado |
| ----- | ----- | -------- | -------- | ------------- | --------- |
| 23.07 | 15:00 | Rusia    | -        | Corea del Sur | 37-33     |

### Puesto 15
| Fecha | Hora  | Partido¹  | Partido¹ | Partido¹ | Resultado |
| ----- | ----- | --------- | -------- | -------- | --------- |
| 27.07 | 09:45 | Argentina | -        | Túnez    | 17-33     |

### Puesto 13
| Fecha | Hora  | Partido¹             | Partido¹ | Partido¹  | Resultado |
| ----- | ----- | -------------------- | -------- | --------- | --------- |
| 27.07 | 12:00 | Bosnia y Herzegovina | -        | Dinamarca | 35-36     |

### Puesto 11
| Fecha | Hora  | Partido¹ | Partido¹ | Partido¹ | Resultado |
| ----- | ----- | -------- | -------- | -------- | --------- |
| 27.07 | 14:15 | Alemania | -        | Hungría  | 28-27     |

### Puesto 9
| Fecha | Hora  | Partido¹ | Partido¹ | Partido¹  | Resultado |
| ----- | ----- | -------- | -------- | --------- | --------- |
| 27.07 | 16:30 | Serbia   | -        | Eslovenia | 30-33     |

### Puesto 7
| Fecha | Hora  | Partido¹ | Partido¹ | Partido¹ | Resultado |
| ----- | ----- | -------- | -------- | -------- | --------- |
| 27.07 | 18:45 | Egipto   | -        | Suiza    | 26-28     |

### Puesto 5
| Fecha | Hora  | Partido¹     | Partido¹ | Partido¹ | Resultado |
| ----- | ----- | ------------ | -------- | -------- | --------- |
| 27.07 | 21:00 | Países Bajos | -        | Brasil   | 30-26     |

## Medallero
| Suecia | España | Francia |

## Estadísticas

### Clasificación general
| Suecia                   |
| España                   |
| Francia                  |
| 4. Croacia               |
| 5. Países Bajos          |
| 6. Brasil                |
| 7. Suiza                 |
| 8. Egipto                |
| 9. Eslovenia             |
| 10. Serbia               |
| 11. Alemania             |
| 12. Hungría              |
| 13. Dinamarca            |
| 14. Bosnia y Herzegovina |
| 15. Túnez                |
| 16. Argentina            |
| 17. Rusia                |
| 18. Corea del Sur        |
| 19. Catar                |
| 20. Kuwait               |
| 21. Angola               |
| 22. República del Congo  |
| 23. Chile                |
| 24. Angola               |

| Predecesor: Grecia 2011 | Mundial de Balonmano Junior XIX edición | Sucesor: ?¿ 2015 |

- Datos: Q2782699